# Анаткасы (Цивильский район)
Анаткасы́ (чув. Анаткасси) — деревня в Цивильском районе Чувашской Республики. Входит в состав Первостепановского сельского поселения.

## География
Находится в северной части Чувашии на расстоянии приблизительно 11 км на юг по прямой от районного центра города Цивильск на правом берегу реки Малый Цивиль.

## История
Известна с 1795 года как выселок Верхний деревни Степное Тугаево, когда здесь было 25 дворов. В 1859 году учтено было 11 дворов, 60 жителей, 1897 году — 106 жителей, 1926 — 35 дворов, 172 жителя, 1939 году — 191 житель, в 1979 году 135 жителей. В 2002 году было 45 дворов, 2010 — 29 домохозяйств. В период коллективизации образован колхоз «Красная Армия», в 2010 году действовали ООО КФХ «Простор», ООО «АгроТоргСервис».

## Население
Постоянное население составляло 86 человек (чуваши 95 %) в 2002 году, 68 в 2010.